# Саут-Крік Тауншип (округ Бредфорд, Пенсільванія)
Саут-Крік Тауншип (англ. South Creek Township) — селище (англ. township) в США, в окрузі Бредфорд штату Пенсільванія. Населення — 1116 осіб (2020).

## Демографія
Згідно з переписом 2010 року, у селищі мешкало 1128 осіб у 457 домогосподарствах у складі 324 родин. Було 562 помешкання
Расовий склад населення:
| - 97,1 % — білих - 1,2 % — корінних американців - 0,4 % — чорних або афроамериканців - 0,1 % — азіатів |

До двох чи більше рас належало 1,3 %. Частка іспаномовних становила 1,0 % від усіх жителів.
За віковим діапазоном населення розподілялося таким чином: 20,5 % — особи молодші 18 років, 61,6 % — особи у віці 18—64 років, 17,9 % — особи у віці 65 років та старші. Медіана віку мешканця становила 45,5 року. На 100 осіб жіночої статі у селищі припадало 95,2 чоловіків;  на 100 жінок у віці від 18 років та старших — 97,1 чоловіків також старших 18 років.
Середній дохід на одне домашнє господарство  становив 54 745 доларів США (медіана — 47 083), а середній дохід на одну сім'ю — 60 839 доларів (медіана — 53 864). Медіана доходів становила 41 932 долари для чоловіків та 25 987 доларів для жінок. За межею бідності перебувало 18,6 % осіб, у тому числі 28,4 % дітей у віці до 18 років та 17,8 % осіб у віці 65 років та старших.
Цивільне працевлаштоване населення становило 556 осіб. Основні галузі зайнятості: освіта, охорона здоров'я та соціальна допомога — 25,9 %, виробництво — 21,2 %, роздрібна торгівля — 14,7 %, будівництво — 12,8 %.